# Comité de rugby de Guyane
Le Comité de rugby de Guyane ou Comité territorial de rugby de Guyane est un organe fédéral dépendant de la Fédération française de rugby et chargé d'organiser les compétitions de rugby à XV et à sept en Guyane.

## Histoire
Les deux premières équipes guyanaises sont créées à Saint-Jean-du-Maroni en janvier 1965 sous l'impulsion de Jean Solé et Pierre Bonnecase, alors moniteurs au centre de formation professionnel. Ils ont eu pour cela la recommandation et l'appui du Colonel Pi, originaire comme eux du Pays Catalan.
Ce n'est qu'en 1966, un an plus tard, que Jean Solé engage les 2 premières équipes, le club du RSMA de Saint-Jean contre le Racing Club du Maroni, puis Pierre Bonnecase décide de former le Stade Cayennais lançant ainsi la véritable aventure du rugby en Guyane.
Par la suite, d'autres clubs, tels que la Jeunesse Saint-Georges, l'Equipement ou la Légion viennent étoffer le championnat guyanais.
La ligue de rugby est créée en 1970 et fonctionne en autarcie jusqu'en 1974, date à laquelle elle s'est affiliée à la FFR avec les ligues de Martinique et de Guadeloupe. En 1974, la ligue est présidée par Mr Lanneberre, originaire de Bordeaux et directeur de la firme Fiat en Guyane. En 1978, elle est officiellement déclarée à la préfecture, sous le nom de Comité de Rugby de Guyane.
En 2021, le comité accueille le club de Saint-Pierre-et-Miquelon qui était jusque-là affilier à la Ligue régionale Occitanie de rugby.
Le comité est également un membre associé de Rugby Americas North, organisme qui gère le rugby en Amérique du Nord et dans les Antilles.

## Structures

### Identité visuelle

Logo du comité

### Liste des présidents
- Mr Lanneberre
- Dominique Castella

### Organigramme
| Comité directeur | Administration |
| --- | --- |
| Président : Dominique Castella Secrétaire général : Vincent Guertin Trésorier général : Louis Lacoste Vices-présidents : Jean-Christophe Gastou (formation du corps arbitral), Laurent Seigle (communication CTRG, FFR et institutions), Francis Chilot et Steve Yarde (sélections de l'Institut de formation et d'accès au sports) | Secrétaire-comptable : Fleur Brou Directeur technique des Outre-mer : Frédéric Pomarel Conseiller technique de ligue Caraïbes : Alexis Grosset Conseiller rugby territorial : Christophe Moreno (Pôle sevens) Conseiller technique de clubs : Christian Cauvy et Paul Guerreschi Directeur régional de l'arbitrage : Stéphane Taupiac |

En 2019, Christian Cauvy, ancien joueur du championnat de France de rugby à XV (RRC Nice et RC Toulon), devient cadre technique de club en Guyane au sein du comité territorial.

## Les clubs du comité
| \| Club Maroni Cosma Jaguar Rugby Club Rugby club de Kourou Rugby club du Tigre Stade cayennais \| Clubs du Comité de rugby de Guyane. |
| Club Maroni Cosma Jaguar Rugby Club Rugby club de Kourou Rugby club du Tigre Stade cayennais                                           |

Le comité compte également deux clubs loisirs : Les Luths à Kourou et Les Vié Bagaj à Cayenne.
Les clubs de Saint-Barthélémy, Saint-Martin et Saint-Pierre et Miquelon sont aussi affiliés au Comité de rugby de Guyane.